# コールドベイ空港
コールドベイ空港またはコールド・ベイ空港（英語: Cold Bay Airport）は、アメリカ合衆国アラスカ州コールドベイの空港である。